# Matthieu d'Epenoux
 (août 2024).
Si vous disposez d'ouvrages ou d'articles de référence ou si vous connaissez des sites web de qualité traitant du thème abordé ici, merci de compléter l'article en donnant les références utiles à sa vérifiabilité et en les liant à la section « Notes et références ».
Matthieu d'Epenoux (né le 10 octobre 1965) est le dirigeant de la société française Interlude qui édite les jeux Cocktailgames. Il est également l'auteur de quelques jeux de société.

## Ludographie

### AvecRoberto FragaetOdet l'Homer
- Contrario, 2001, Cocktailgames, Grand Prix du Jouet 2002
- Mixo, 2004, Cocktailgames
- Contrario 2, 2006, Cocktailgames

### Avec Antoine Herboux
- Illico Presto, 2002